# دانیل فیلهو
دانیل فیلهو (انگلیسی: Daniel Filho؛ زادهٔ ۳۰ سپتامبر ۱۹۳۷) یک تهیه‌کننده، کارگردان، و فیلم‌نامه‌نویس اهل برزیل است. وی از سال ۱۹۵۵ میلادی تاکنون مشغول فعالیت بوده‌است.